# Oratorio di San Protaso al Lorenteggio
L'oratorio di San Protaso al Lorenteggio è un oratorio di Milano posto nello spartitraffico della via Lorenteggio a Milano.

## Storia
Difficile ricostruire la storia dell'oratorio di San Protaso al Lorenteggio in mancanza di documenti ufficiali che possano certificarne con esattezza la datazione e le sue lontane origini.
L'Oratorio fu edificato intorno all'anno 1000 fuori le mura di Milano, presso il sobborgo di Laurentiglio, nell'allora Comune dei Corpi Santi. Voluto con ogni probabilità dai monaci benedettini della basilica di San Vittore al Corpo, da cui dipendeva, aveva funzione di luogo di culto per i contadini del borgo: fu dedicato a San Protaso, VIII vescovo di Milano, martirizzato e sepolto nella basilica stessa.
La costruzione, non in linea con la via Lorenteggio, era forse in linea con una strada che, dalle mura medievali di Milano, muoveva verso ovest, costeggiando il canale dell'Olona, o in linea con il solstizio d'estate come si usava fare in epoca pagana; questo ipotizzerebbe la costruzione dell'oratorio di San Protaso dove già esisteva un tempietto pagano.

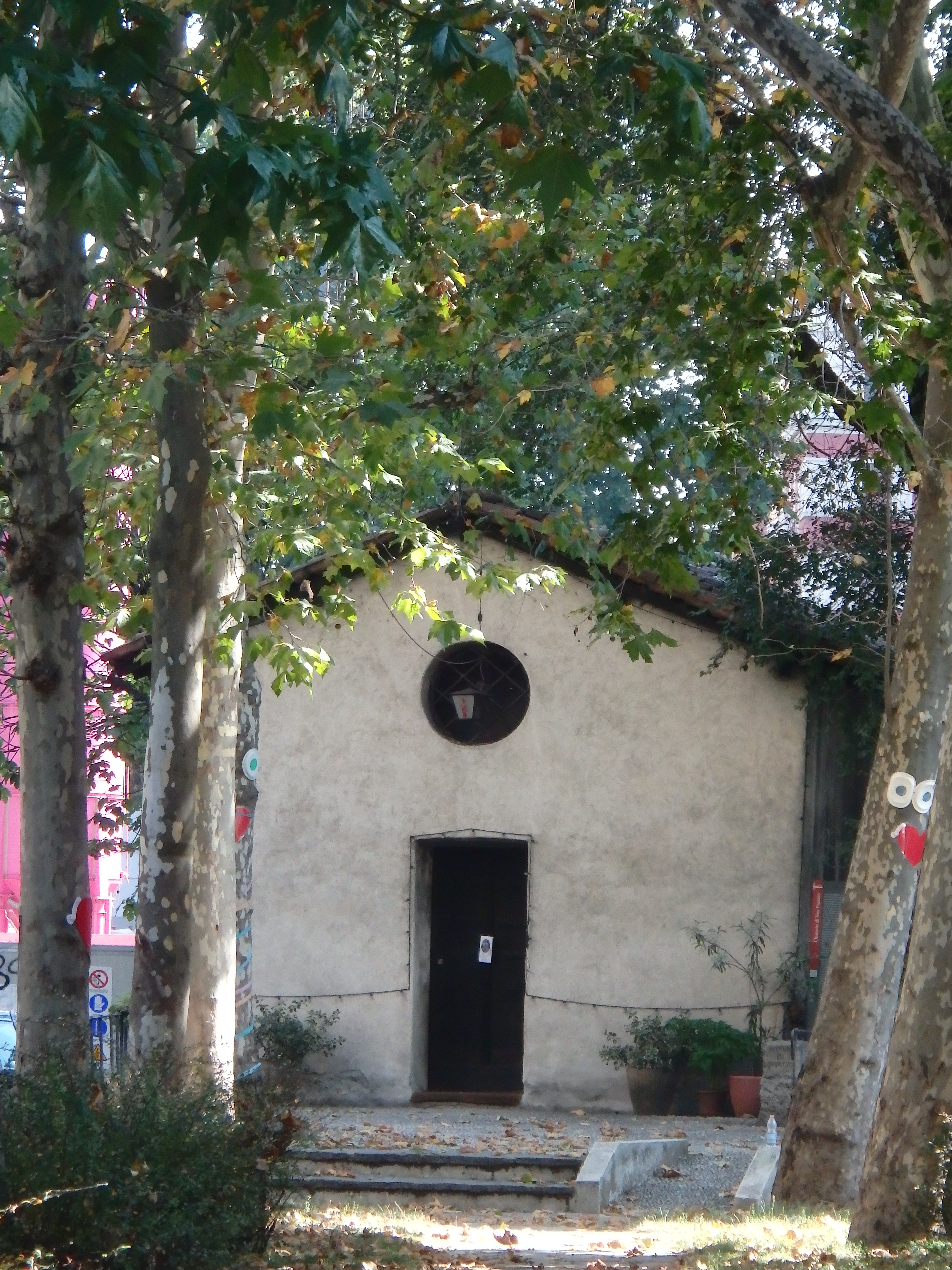
L'oratorio di San Protaso al Lorenteggio

Secondo una leggenda, durante l'assedio di Milano da parte dell'imperatore Federico I di Svevia, detto il Barbarossa, nel 1162 le forze milanesi opposero maggior resistenza proprio nei pressi del Lorenteggio, per questo l'imperatore voleva distruggere il piccolo oratorio; pare invece che vi sostò in preghiera per chiedere la vittoria sui milanesi, che ottenne, e risparmiò la chiesina.
Vi abitò per qualche tempo un frate, certo Pietro De Franzonis da Tavernasco, cappellano presso la vicina chiesa di San Cristoforo sul Naviglio Grande (1364) in attesa di costruire una canonica dove poter alloggiare, e che servì dapprima come ospizio per i viandanti che passavano lungo il naviglio nei pressi di San Cristoforo, poi come lazzaretto durante la peste.
L'oratorio di San Protaso al Lorenteggio fu usato per alcuni anni, come cappella, da un gruppo di monache dell'Ordine delle angeliche di san Paolo, fondato nel 1530 dalla contessa Ludovica Torelli, che abitavano presso la cascina adiacente, che potrebbe essere stata all'epoca un convento, prima di essere convertita in complesso rurale.
In epoca napoleonica, venne usato come deposito di armi dalle truppe dell'imperatore e perse quindi la sua funzione di luogo di culto, sporco e profanato sarà poi utilizzato come fienile e deposito di attrezzi.
Pare che il conte Federico Confalonieri usasse l'oratorio, ancora sperduto tra i campi, come covo di cospirazione per organizzare con altri carbonari i moti rivoluzionari del 1820-21, raggiungendo la chiesetta, si dice, attraverso un cunicolo che collegava l'abside dell'oratorio alla Pusterla di Sant'Ambrogio, entro le mura, o addirittura il Castello Sforzesco.
Il cunicolo è stato chiuso definitivamente in fase di restauro dell'oratorio negli anni ottanta del secolo scorso, senza che si sia scoperto il suo percorso.
Dopo un evento ritenuto prodigioso, si riprese a usare l'Oratorio come luogo di preghiera e di culto, fino alla costruzione in zona della chiesa Parrocchiale di San Vito al Giambellino, nel 1937, dopodiché venne abbandonato al più completo degrado.
Negli anni cinquanta del secolo scorso l'Oratorio, ancora circondato da campi e frequentato ormai solo dalle lucertole, fu soprannominato la Gesetta di Lusert (Chiesetta delle Lucertole), ispirando il paroliere milanese Piero Mazzarella, che le dedicò una canzone, e numerosi artisti che vollero immortalarla nei loro quadri.
L'oratorio fu messo a rischio più volte durante l'espansione urbanistica di Milano, negli anni venti, quando il latifondo del Lorenteggio, che era diventato per qualche tempo comune autonomo, venne inglobato nel Comune di Milano (1923), e l'ultima volta a metà anni cinquanta del secolo scorso.
Divenuto di proprietà del Comune di Milano, che espropriò i terreni su cui sorgeva nonché i complessi rurali circostanti, era destinato alla demolizione, insieme all'omonima cascina adiacente, per allargare la via Lorenteggio che all'epoca era ad una sola carreggiata a doppia corsia.
L'opposizione degli abitanti della zona all'abbattimento dell'ultimo baluardo della storia del loro quartiere salvò la chiesetta: venne rivisto il progetto stradale e la chiesetta fu inserita nello spartitraffico che divide i due sensi di marcia della via Lorenteggio.
L'oratorio, che versava in uno stato di completo abbandono, fu restaurato solo nel 1986 a spese del Lions Club, dell'Ascoloren, di diversi istituti bancari e con il contributo degli abitanti della zona.
Il restauro conservativo, seguito dall'architetto Luigi M. Guffanti, ha interessato sia la parte esterna (intonaco, tetto) che la parte interna (strappo, restauro e riposizionamento degli affreschi, tinteggiatura delle pareti, pulitura del pavimento in cotto, sostituzione del soffitto in legno a cassettoni).
In fase di restauro fu anche aggiunto un sagrato di ciottoli, dove nel 2008 è stato posto un cippo di confine, rinvenuto durante scavi in zona Inganni: risalente all'inizio del 1800 indicava il confine tra i comuni dei Corpi Santi e il comune di Lorenteggio.
Attualmente l'Oratorio viene aperto solo in occasione delle Feste di via, che si tengono la prima domenica di maggio e l'ultima di novembre e in qualche altra rara occasione.
L'oratorio di San Protaso al Lorenteggio non è stato sconsacrato, ma da quando è divenuto di proprietà del Comune di Milano è da considerarsi "ridotto a uso profano".

## Architettura e arte
La struttura architettonica dell'oratorio è molto semplice, in stile romanico-lombardo: pianta rettangolare, tetto a capanna, soffitto in legno a cassettoni. Vi si accede da una piccola porta in legno con architrave, sormontata da una finestra tonda; l'illuminazione interna è garantita anche da tre feritoie ogivali nei muri laterali: due sulla parete destra, una sulla parete di sinistra, posizionata tra due affreschi; hanno sostituito le due finestre laterali più grandi presenti in origine.
Molto semplice anche all'interno, l'oratorio di San Protaso al Lorenteggio custodisce interessanti affreschi, eseguiti in diverse epoche.
Nella parte bassa dell'abside i resti dell'affresco più antico, di epoca medievale, coevo o di poco posteriore alla costruzione dell'oratorio (XI – XII secolo) con scene di caccia o di un bestiario.
Sulla parete sinistra un affresco di santa Caterina da Siena, firmato da certo Fra' de Porta Vercellina; ormai illeggibile la scritta che indicava il committente: Michele de Zeni Grando (dal periodico la Martinella) e dubbia la datazione 14 luglio 1428 o 1498.
Nella stessa parete i pochi resti di un affresco di fine XV sec. attribuito alla scuola degli Zavattari, presenti, pare, nella vicina chiesa di San Cristoforo sul Naviglio Grande per affrescare la Cappella Ducale: raffigura una crocefissione con una figura in fianco sfigurata (probabile San Giovanni evangelista) e parte di una facciata di chiesa, possibile schienale di una Madonna in trono.
Infine nella parte alta dell'abside un affresco barocco, di fine '600 conosciuto come Madonna del Divino Aiuto attorniata da angeli e santi: Bernardo Tolomei, (Santo fondatore dell'Ordine degli olivetani, canonizzato solo nel 2009), santa Francesca Romana (fondatrice dell'Ordine delle oblate benedettine) e da san Vittore martirizzato a Milano e sepolto in San Vittore al Corpo.
Si racconta che l'affresco della Madonna, coperto per tre volte da una imbiancatura a calce, quando si voleva utilizzare la cappella come abitazione, riaffiorò più nitido che mai.
Dopo questo evento, giudicato prodigioso dai contadini del borgo, si abbandonò l'idea di utilizzare l'oratorio come abitazione e si continuò a venerare questa Madonna rivolgendosi a lei per chiedere ogni tipo di grazia. La devozione verso questa Madonna è ancora molto sentita: ne sono testimonianza i mazzi di fiori e i lumini lasciati davanti alla chiesetta.